# Mycomya setifera
Mycomya setifera är en tvåvingeart som beskrevs av Freeman 1951. Mycomya setifera ingår i släktet Mycomya och familjen svampmyggor. Inga underarter finns listade i Catalogue of Life.